# والتر تايلور (لاعب كرة قدم)
والتر تايلور (بالإنجليزية: Walter Taylor)‏ هو لاعب كرة قدم بريطاني، (ولد في مانشستر في المملكة المتحدة 1901  م). لعب مع مانشستر يونايتد.